# Antonio Zambrana (bailarín)
Antonio Zambrana (Buenos Aires, Argentina; 15 de febrero de 1934 - Buenos Aire; 10 de octubre de 1971) fue un primer bailarín argentino.

## Carrera
Estudió con Michel Borowski, Ekatherina de Galantha y Amalia Lozano. En 1956 entró por concurso abierto al cuerpo de baile estable del Teatro Colón. Participó en las temporadas oficiales y en las giras por el interior y el exterior del país.
Fue solista y primer bailarín en los ballets de repertorio. Como solista, hizo Juan de Zarissa, de Werner Egk-Tatiana Gsovsky; La bella durmiente del bosque, de Piotr Ilich Chaikovski-Elliott Carter y El moro de Venecia, de Boris Blacher-Tatiana Gsovsky; entre otras obras.
Como primer bailarín, actuó en Romeo y Julieta, de Prokofieff-Skibine; Suite en Blanc, de Laló-Lifar y Giselle, de Adam-Coralli, entre otras obras. Actuó también en danzas de óperas, tales como: Moisés y Aarón, de Schoenberg con bailes de Araiz, como solista; Las bodas de Fígaro, de Mozart, coreografía de Tomín, como primer bailarín y La voix humaine, de Poulenc. Bailó además en diversos ballets.
A partir de 1963 fue partenaire de Carmen Subirachs, con quien actuó en teatros de Córdoba durante varios años. Auspiciado por YPF, trabajó junto a ella también en la televisión de Río Cuarto, Córdoba. Desde 1969 realizó giras por todo el país, patrocinadas por una empresa comercial que reunió a un selecto grupo de intérpretes del Colón para realizar una tarea de difusión cultural. A mediados de los años '60 tuvo su propia academia y se presentó en televisión en repetidas oportunidades.

## Teatro
- Juan de Zarissa.
- La bella durmiente del bosque.
- El moro de Venecia.
- Romeo y Julieta.
- Suite en Blanc.
- Giselle.
- Moisés y Aarón.
- Las bodas de Fígaro.
- La voix humaine.

## Tragedia
Cuando por razones artísticas se trasladaba en avión rumbo a Trelew junto al cuerpo estable de baile del Teatro Colón, la aeronave se precipitó a las aguas del Río de la Plata, ocasionándole la muerte a él y a todos sus compañeros. El hecho acaeció el 10 de octubre de 1971, razón por la cual, en Argentina, se instituyó esa fecha para conmemorar el Día Nacional de la Danza. Zambrana tenía por entonces 34 años.
Fallecieron junto a él los siguientes integrantes del cuerpo de ballet del Teatro Colón: Norma Fontenla (primera bailarina), José Neglia (primer bailarín), Carlos Schiaffino, Margarita Fernández, Carlos Santamarina, Martha Raspanti, Rubén Estanga y Sara Bochkovsky. También murió el piloto Orlando Golotylec. El Ballet Estable del Teatro Colón cumplía una gira por el interior del país auspiciada por la empresa Pepsi Cola Argentina bajo el nombre de “Plan de Difusión Cultural”.
Durante el velatorio en el Salón Dorado del Teatro Colón, 3.500 personas asistieron para despedir a los artistas. El retiro de los restos de los bailarines rumbo al Cementerio de la Chacarita fue acompañado por Tercera Sinfonía de Beethoven conocida como la Marcha Fúnebre. Zambrana, en cambio, descansan en el cementerio de Olivos